# Kernlokalisierungssignal
Das Kernlokalisierungssignal (auch Kernlokalisationssignal oder Kernlokalisierungssequenz, englisch nuclear localization signal, abgekürzt NLS) ist eine aus wenigen Aminosäuren bestehende Signalsequenz, die Proteine tragen, die in den Zellkern eingeschleust werden sollen.

## Eigenschaften
Zellen höherer Lebewesen (Eukaryoten) besitzen einen Zellkern, dessen Kernmembran das Innere des Kerns (Karyoplasma) vom Zytoplasma trennt. Da alle Proteine im Zytoplasma hergestellt werden, müssen Proteine, die im Zellkern benötigt werden, in diesen eingeschleust werden. Dies geschieht durch Poren in der Kernmembran, so genannte Kernporen. Kleine Proteine bis etwa 40 kDa können durch die Poren passiv hindurchdiffundieren, während größere Proteine aktiv in den Kern transportiert werden müssen. Dies geschieht mit Helferproteinen, den sogenannten Importinen. Importine erkennen Kernlokalisationssignale, binden die entsprechenden Proteine und transportieren sie durch die Pore in den Zellkern. Die Energie für diesen Vorgang wird durch die Hydrolyse von GTP freigesetzt.
Das Signal selbst besteht aus einer einfachen bzw. zweifachen kurzen Sequenz, die zumeist positiv geladene Aminosäuren wie Lysin und Arginin enthält. Hierbei gibt es zwei unterschiedliche Typen, das klassische NLS und das atypische NLS.
Die klassische Kernlokalisierungssignalsequenz (PKKKRKV) wurde erstmals für das große T-Antigen des SV40 Virus beschrieben. Klassische NLS werden weiter in einteilige und zweiteilige NLS unterteilt. Das zweiteilige NLS (z. B. beim Nucleoplasmin die Sequenz KR[PAATKKAGQA]KKKK) besteht aus zwei durch etwa 10 Aminosäuren getrennten Bereichen basischer Aminosäuren, wobei auch neutrale und saure Aminosäuren die Aufnahme verbessern können. Beide Arten der klassischen NLS werden durch Bindung an Importin α und dessen anschließende Bindung an Importin β an den Kernporenkomplex gebunden.
Die atypischen NLS werden meistens direkt von Importin β gebunden. Hierzu gehören z. B. die M9-Domäne des hnRNP A1, der Repressor der Transkription in Hefen Matα2 (Sequenz KIPIK) und bei U snRNPs. Ribosomale Proteine besitzen eine eigene NLS, über welches sie in den Kern importiert werden. Die Gruppe der PY-NLS enthält eine charakteristische Prolin-Tyrosin-Sequenz und bindet an Importin β2 (synonym Transportin oder Karyopherin).
Die Replikation vieler Viren ist von Transportprozessen abhängig, die durch Kernlokalisierungssignale vermittelt werden. Nach der Infektion einer Zelle muss das virale Erbgut meist in den Zellkern transportiert werden. Nur hier befinden sich die Enzyme der Wirtszelle, die die Gene des Virus replizieren und transkribieren können. Die Virus-DNA ist deshalb an virale Proteine mit einem Kernlokalisierungssignal gebunden und wird auf diese Weise mit in den Zellkern importiert.
Es gibt auch einen Gegenspieler, den Kernexport. Das nukleäre Exportsignal (NES) ist eine kurze hydrophobe Leucin-reiche Aminosäuresequenz.